# 泰拉蒙战役
泰拉蒙战役（Battle of Telamon）是罗马共和国与高卢之间于前225年在泰拉蒙（今意大利托斯卡纳塔拉莫）发生的战争。高卢在这场战役中惨败。

## 經過
西元前225年，北義大利兩個勢力強大的凱爾特部族：波伊人（Boii）和因蘇布雷人（Insubres）結盟起來，並聯合山南高盧諸部落還有眾多來自山北高盧的傭兵，集結兵力向義大利半島發動大規模的攻勢。義大利半島的主宰者羅馬共和國在接獲高盧人計畫入侵的情報時就發起了動員，此時也出兵迎戰。高盧人以襲掠義大利的城市和鄉村為主要目標，無意與羅馬強大的野戰軍正面交鋒，於是避開羅馬軍的主要防禦據點，繞過羅馬守軍的主力向防線後方守備薄弱的伊特魯里亞地區侵襲，大肆劫掠。高盧軍主力正在破壞掠奪的時候，駐紮在附近不遠處的一支由一名羅馬執法官指揮的軍隊（主要由羅馬的義大利盟友提供的兵力所構成）聞訊立刻趕來與高盧人交戰，但不幸戰敗被圍困。在羅馬執政官帕普斯率領的另一支部隊抵達救援後，高盧兵撤圍開始向北退卻，帕普斯領軍追蹤並與之對峙。這時原先在撒丁尼亞島駐紮平定當地叛亂的另一位羅馬執政官雷古鲁斯在接獲高盧入侵的情報後也已經在義大利本土登陸，並且正從北面趕來增援，此刻帕普斯和雷古鲁斯兩個執政官軍所分別領導的兩支軍隊，總共8個軍團已經在泰拉蒙對高盧軍形成南北合圍之勢，羅馬軍兩位指揮官遂決定開始對高盧聯軍進行圍殲。高盧人見退路被截，便組織起突圍對雷古盧斯軍發動強攻，意圖打開出路，在激戰中雷古盧斯陣亡，但羅馬軍防線始終未被高盧人突破，且羅馬軍還擊潰了高盧軍兩翼的車騎部隊，於是高盧軍主力步兵部隊被包圍，大敗，四萬人陣亡，一萬人被俘；羅馬軍隊由於高盧士兵的頑強抵抗也有上萬人傷亡。

## 後續
泰拉蒙大戰後，羅馬趁勢對山南高盧進行反攻，短短數年便佔領北義大利大片土地，羅馬共和國在其上建立殖民城市，劃為行省，如此大勢持續至數年後西元前218年的第二次布匿戰爭爆發。